# Matten bei Interlaken
Matten bei Interlaken est une commune suisse du canton de Berne, située dans l'arrondissement administratif d'Interlaken-Oberhasli.

## Entreprises connues
- Rugenbräu